# Steven Fierberg
Steven Fierberg (* 3. März 1954 in Detroit) ist ein US-amerikanischer Kameramann.

## Karriere
Steven Fierberg wuchs in Detroit auf. Er studierte mit einem Stipendium an der Stanford University und verbrachte über ein Austauschprogramm sein letztes Studienjahr an der Oxford University, an der er Britisches Drama und Film studierte. Zurück in den USA zog er nach New York City, wo er mit der Graffiti-Szene in Berührung bekam und begann, als Kameramann zu arbeiten. Sein Schaffen als Kameramann seit 1981 umfasst mehr als 60 Produktionen für Film und vor allem Fernsehen. 1990 gab er mit Voodoo Blood (Voodoo Dawn) sein Regiedebüt, dem einige weitere Arbeiten folgten.
2002 wurde er für Attila – Der Hunne mit dem ASC Award der American Society of Cinematographers in der Kategorie Outstanding Achievement in Cinematography in Movies of the Week/Pilot (Basic or Pay) ausgezeichnet.

## Filmografie (Auswahl)
- 1985: Streetwalkin’ – Auf den Straßen von Manhattan (Streetwalkin’)
- 1986: Ticket zum Himmel (Seven Minutes in Heaven)
- 1988: Ein Mann für Drei (Sharing Richard)
- 1988: Nightmare on Elm Street 4 (A Nightmare on Elm Street 4: The Dream Master)
- 1989: Luxus, Sex und Lotterleben (Scenes from the Class Struggle in Beverly Hills)
- 1989: Unbarmherzige Meute (Original Sin)
- 1990: Criminal Justice
- 1991: Straße zum Glück (29th Street)
- 1993: Zwei Asse im Schnee (Aspen Extreme)
- 1995: Der Mörder in ihrem Bett (Texas Justice)
- 1995: Ein Pferd für Danny (A Horse for Danny)
- 1997: Mayday im Pazifik – Urlaub in der blauen Hölle (Two Came Back)
- 1999: Zugfahrt ins Jenseits (Atomic Train)
- 2000: Späte Abrechnung (Red Letters)
- 2001: Attila – Der Hunne (Attila)
- 2001: Der Pate von New York (Boss of Bosses)
- 2002: Secretary
- 2004–2006: Entourage (Fernsehserie, 25 Folgen)
- 2007: Upper East Side Love (Suburban Girl)
- 2010: Love and other Drugs – Nebenwirkung inklusive (Love and Other Drugs)
- 2010: Twelve
- 2011: 10 Jahre – Zauber eines Wiedersehens (10 Years)
- 2011: Die Tochter meines besten Freundes (The Oranges)
- 2014: Das Glück an meiner Seite (You’re Not You)
- 2014–2019: The Affair (Fernsehserie, 37 Folgen)
- 2015: Entourage
- 2020–2022: Emily in Paris (Fernsehserie, 27 Folgen)
- 2024: The Yoga Teacher (Chosen Family)